# Grande-Rue-Charles-de-Gaulle (Nogent-sur-Marne)
La Grande-Rue-Charles-de-Gaulle est une voie de communication de la ville de Nogent-sur-Marne, dont elle est l'artère principale.

## Situation et accès
Grossièrement orientée d'ouest en est, cette rue a un tracé sinueux, reflet de son ancienneté, que confirme la présence de plusieurs monuments. Elle commence au carrefour principal de la ville, suit la route départementale 120 qu'elle abandonne au carrefour de l'avenue De-Lattre-De-Tassigny, rentrant dans le cœur historique de la ville. Elle marque ensuite le début, entre autres, du boulevard Gallieni et de la rue de Plaisance. Elle se termine place du Théâtre, à la voie ferrée du RER E, au-dessus du tunnel de Nogent-sur-Marne et dans l'axe du pont de Mulhouse.
Elle est desservie par la gare de Nogent - Le Perreux.

## Origine du nom

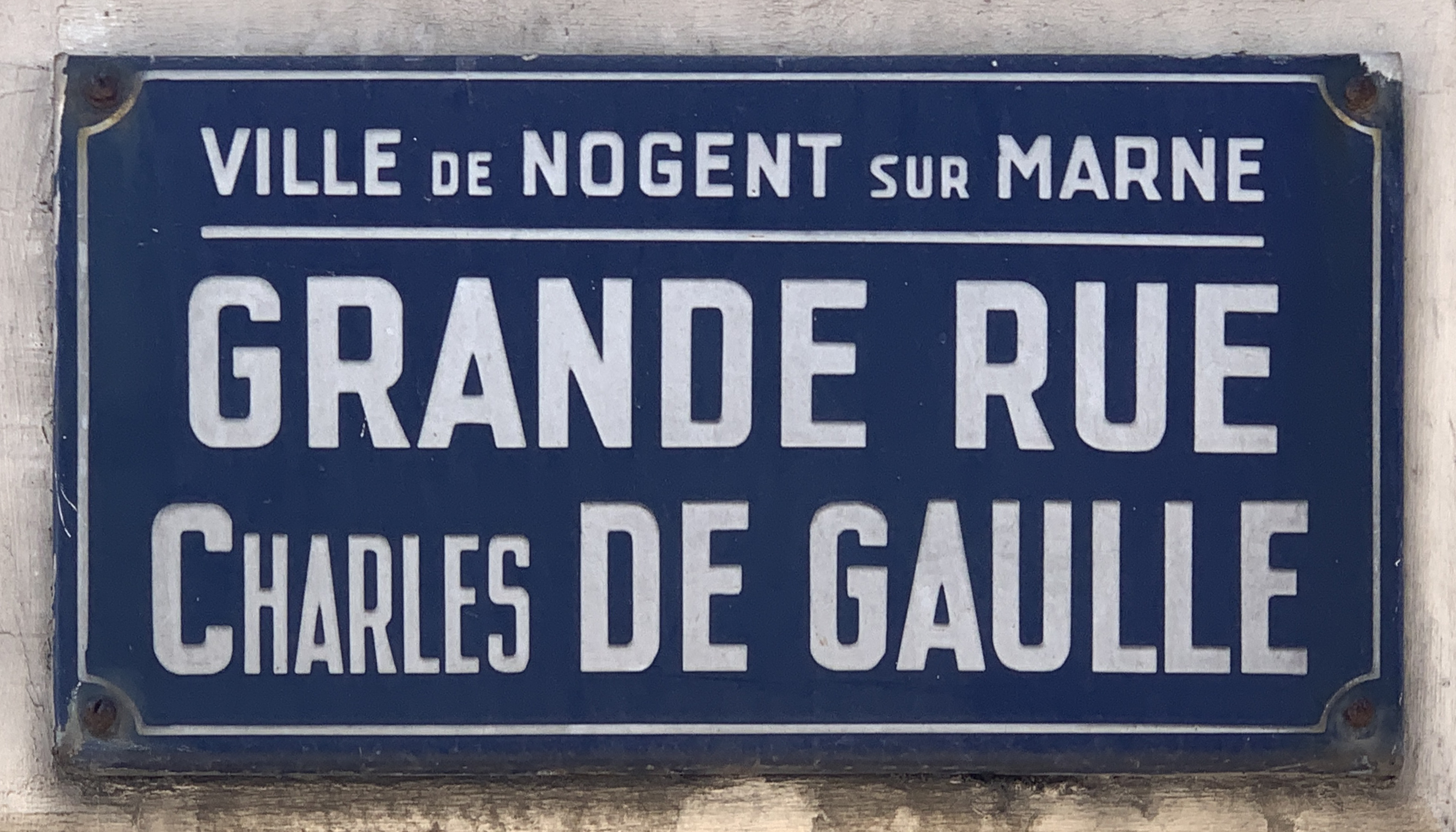
Grande Rue Charles de Gaulle

Le nom actuel de cette voie est fait de son appellation historique, Grande Rue, à laquelle on a accolé celui de Charles de Gaulle (1890-1970), général, chef de la France libre et président de la République française de 1959 à 1969.

## Historique

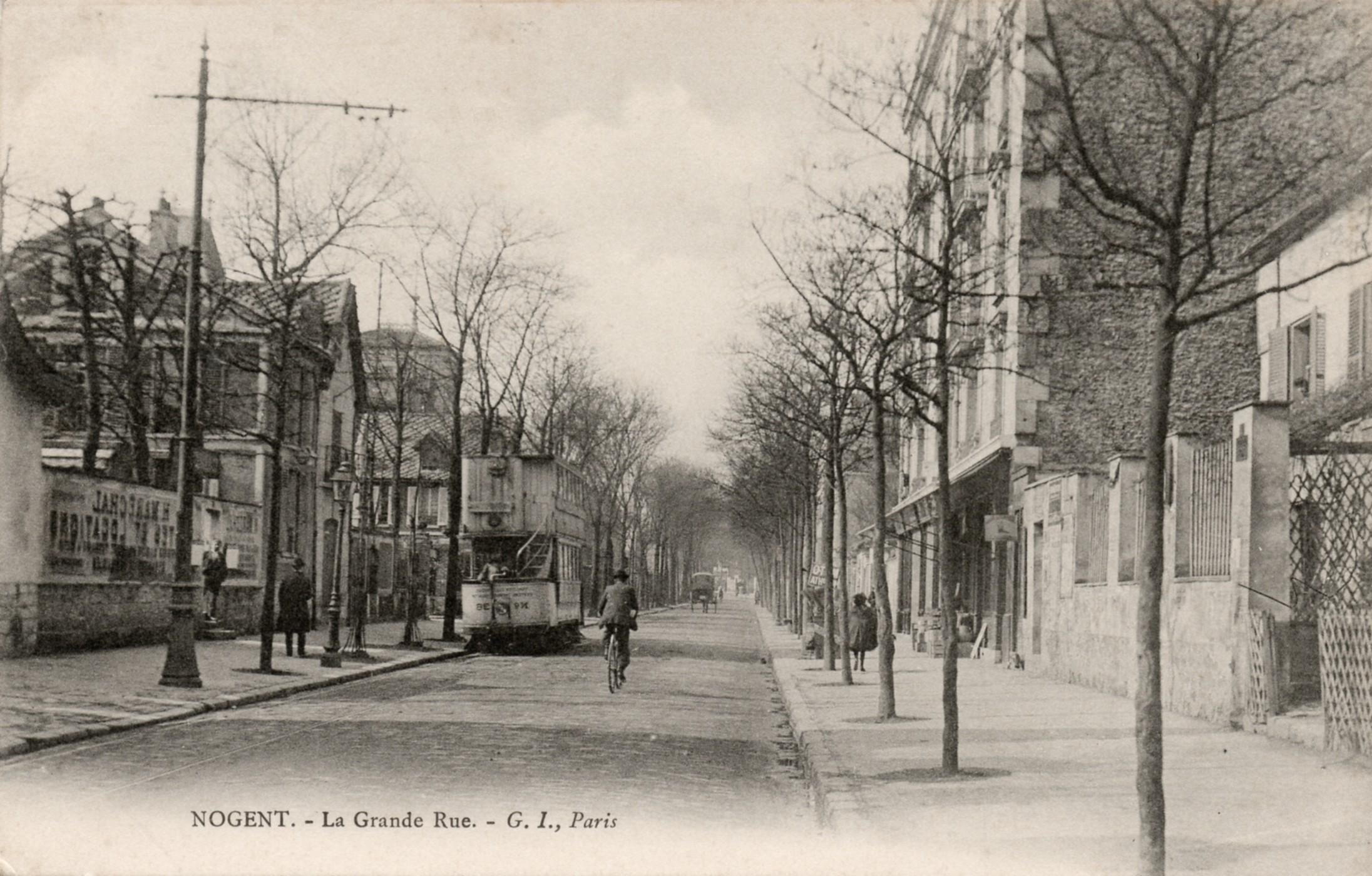
La Grande-Rue et le tramway.

Le village s'est peuplé autour de cette voie, à partir du XIIIe siècle.
Des fouilles archéologiques y ont été menées en 1842, 1977 et 1987, mettant au jour scramasaxe, boucle de sandale, et des dizaines de sarcophages s'étendant sur les périodes mérovingienne et carolingienne.
Des réaménagements sont entrepris en 2016 et 2019.

## Bâtiments remarquables et lieux de mémoire
- La Valnurese, statue représentant Carla Bruni.
- Cinéma Royal Palace, autrefois appelé Nogentais-Palace[7].
- Église Saint-Saturnin de Nogent-sur-Marne, bâtie au XIIe siècle, et tombeau d'Antoine Watteau, sur le parvis.
- Hôtel Coignard, construit à la fin du XVIIe siècle.
- Hôtel de ville de Nogent-sur-Marne.
- En 1968, le sapeur-pompier André Rémy décède dans un violent incendie au no 48[8]. Il sera décoré de la médaille d’or des actes de courage et de dévouement à titre posthume.